# Impressão por transferência

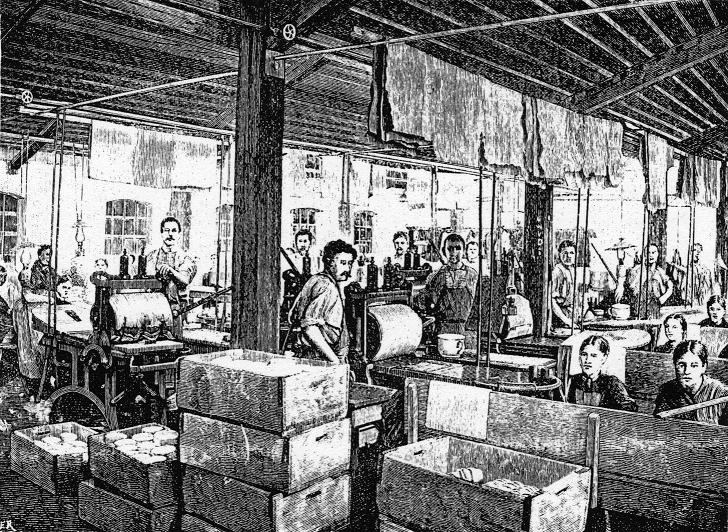
Departamento de impressão da fábrica de faiança Societe Ceramique Maastricht

Impressão por transferência (em inglês:  transfer printing) é uma técnica utilizada para decorar cerâmica ou outros materiais usando uma placa de cobre ou aço gravada. Antes da invenção do processo de impressão por transferência térmica, as imagens só podiam ser colocadas em objetos de cerâmica quando pintados à mão e submetidos à esmaltação. A descoberta do processo representou um forte impulso para a produção de objetos de cerâmica decorados para o consumo popular.

## Técnica

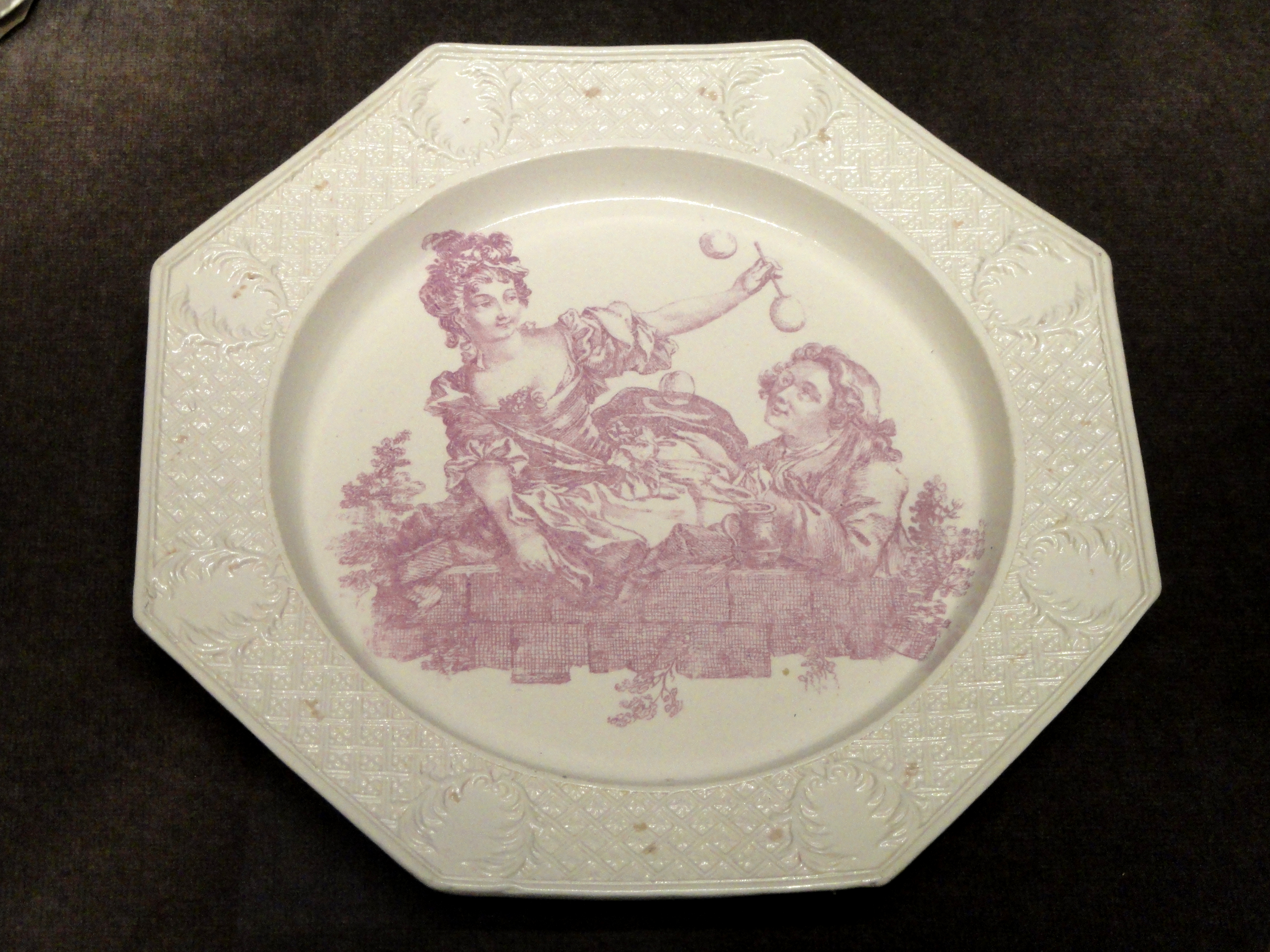
Soprando bolhas de sabão, Staffordshire, louça de barro com gravação em esmalte, Museu de Arte de Cleveland, c. 1760-1770

O processo começa com a preparação de uma placa de impressão de metal gravada semelhante às usadas para fazer gravações ou gravuras em papel. A placa é usada para imprimir o padrão que será transferido posteriormente para a porcelana,  em papel de seda, utilizando misturas de pigmentos especiais que resistem ao fogo como a "tinta". A transferência é então colocada com o lado do pigmento voltado para baixo na peça de cerâmica, para que a tinta pegajosa seja transferida para a superfície da cerâmica. Normalmente, várias etapas de transferência diferentes eram necessárias para cada peça se o desenho cobrisse todo o objeto. O papel pode ser aplicado com água e é deixado para queimar durante o cozimento. Isso pode ser feito por cima ou por baixo do esmalte cerâmico, mas o método sob o vidrado ("underprinting") propicia uma decoração muito mais durável. A cerâmica é então esmaltada (se isso ainda não foi feito) é queimada em um forno para fixar o padrão. Com a impressão sobre esmalte, apenas uma queima de baixa temperatura é necessária. O processo produz linhas finas semelhantes a impressões gravadas.
No final do século XVIII, foi introduzida uma nova técnica variante conhecida como "bat-printed". Que utilizava "bastões ou placas de cola flexíveis" com uma textura de borracha em vez do papel. A placa imprimia cola no molde, que depois era transferida para a peça, e então acrescentado pigmento em pó, que grudavam na cola. A técnica foi associada com a introdução de pontilhado em vez de gravura de linhas como a técnica usada nas placas de cobre. O processo era muito mais complicado e pouco foi usado depois 1820.

## História

### Itália

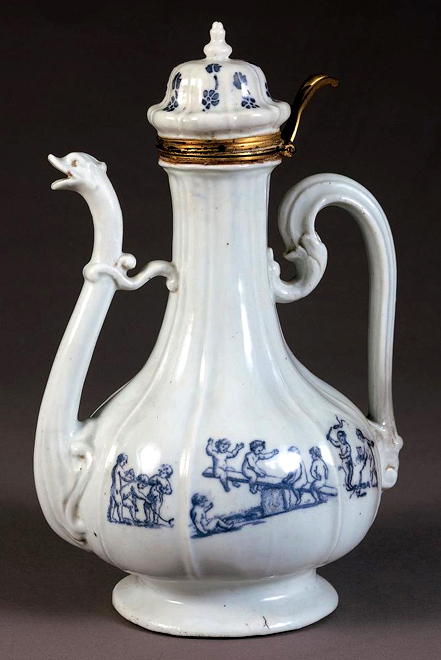
Cafeteira com decoração em blau (azul) puttini. Ginori in Doccia, c. 1745-1750

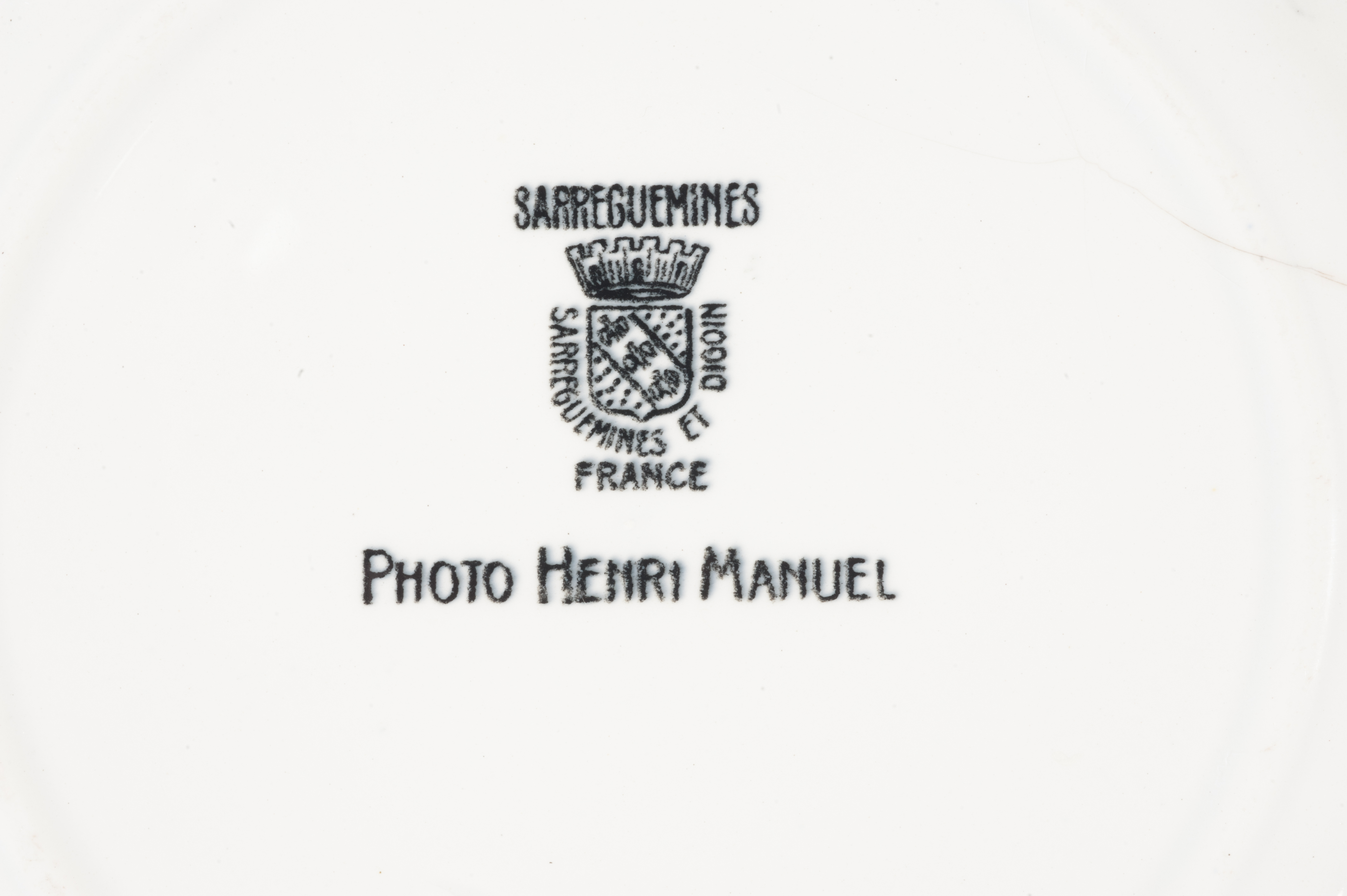
Marca de impressão, porcelana Sarreguemines (acervo do Museu Paulista da USP)

A técnica foi usada pela primeira vez na Itália. Algumas peças maiolica foram produzidas provavelmente dos arredores da cidade de Torino e utilizavam elementos impressos e pintados em sua decoração. Os objetos datam do final do século XVII ou do início do 18. Foram preservadas quatro peças sobreviventes do período. Entre 1749 e 1752, exatamente na época das primeiras impressões inglesas, a fábrica Porcellana Ginori a Doccia, localizada perto de Florença, também usava a impressão por transferência. Eles também fizeram trabalhos utilizando impressão com estêncil, e algumas peças misturam essas técnicas.

### Inglaterra
A primeira tentativa do registro do processo foi feita em 1751 pelo gravador irlandês John Brooks artesão da cidade de Birmingham. Sua solicitação de patente não foi aceita.
A impressão em esmalte teve início comercial na década de 1750, com resultados de baixa qualidade e imagens sem muito foco. As cores que prevaleciam na época eram um "preto arroxeado ou acastanhado" ou um "vermelho-tijolo quente". Na década seguinte surgiram as primeira peças com impressão sob o vidrado em azul.
Em 1756 John Sadler e Guy Green, fizeram uma segunda tentativa de registro do processo, alegando que tinham aperfeiçoado a técnica de impressão em ladrilhos e que podiam "imprimir para cima de mil e duzentas peças de cerâmica de diferentes padrões "em um período de 6 horas". Sadler e Green tinham suas oficinas instaladas em Liverpool, onde produziam peças com impressão sobre esmalte em faiança esmaltada de estanho, porcelana e louça de para ser utilizada no envasamento de cremes.
A Royal Worcester uma das fábricas precursoras de porcelana na Inglaterra, na década de 1750 teve como um de seus principais gravadores Robert Hancock. Richard e Josiah Holdship também trabalharam no local. Eram produzidas porcelanas com desenhos impressos sob o vidrado em azul e predominantemente em preto. Algumas peças tinham formas complicadas e incluíam douramento, mostrando que a técnica era considerada adequada para fabricação de produtos de luxo.

## Registro de marca
A partir de 1842, o Escritório de Patentes do Reino Unido introduziu um sistema de marcas registradas, que eram impressas na parte inferior das peças identificando o produtor, forma utilizada até os dias atuais.